# Brigitte Bierlein
Brigitte Bierlein (Beč, 25. lipnja 1949. – Beč, 3. lipnja 2024.) bila je austrijska političarka, pravnica, bivša Predsjednica ustavnog suda Republike Austrije te prijelazna Kancelarka te zemlje od 2019. do 2020. godine. Nakon tzv. Ibiza afere, predsjednik Austrije Alexander Van der Bellen postavio ju je za Kancelarku do prijevremenih izbora u rujnu i sastava nove stalne vlade. Nije bila član ni jedne političke stranke. Bila je prva žena na položaju Kancelarke u Austriji. Na čelu saveznog kancelara dana 7. siječnja 2020. nasljedio ju je Sebastian Kurz.

## Raniji Život
Brigitte Bierlein rođena je 25. lipnja 1949. godine u Beču. U vrijeme Austrijske okupacije njen otac bio je državni službenik, a majka umjetnica. I ona sama željela je studirati umjetnost i uspjeva upisati Sveučilište Umjetnosti u Beču, ali na kraju prekida studij i upisuje pravni fakultet dijelom zbog savjeta njene majke, a dijelom zato šro nije željela biti teret svojim roditeljima duže nego što je to potrebno.

## Obrazovanje i karijera
Nakon osnovne škole Brigitte Bierlein pohađala je Bundesgymnasium Wien III u Kundmanngasseu, gdje je maturirala 1967. godine. Nakon toga započinje studij prava na Sveučilištu u Beču i završava studij u minimalnom vremenu. Godine 1971. dobila je doktorat prava. Nakon sudske pripreme i pravosudnog ispita 1975. godine, Bierlein je bila prva sutkinja u Okružnom sudu Innere Stadt u Beču, a zatim u bivšem Strafbezirksgericht Wien. Godine 1977. postala je državna tužiteljica u Beču za opća i politička kaznena pitanja. Godine 1986. Bierlein se preselila u državno tužiteljstvo u Beču.
Od 1987. godine radila je u odjelu kaznenog pravosuđa Saveznog ministarstva pravosuđa, a zatim se vratila kao viši tužitelj te državni tužitelj u Beč. Godine 1990. bila je prva žena u uredu generalnog odvjetnika u Općoj prokuraturi pri Vrhovnom sudu i bila je također zamjenica ravnatelja Opće prokurature u njoj. Bierlein je također sudjelovala u pravnim organizacijama izvan svoje profesionalne djelatnosti, a 1995. postala je član odbora Udruge austrijskih javnih tužitelja. Od 2001. do 2003. bila je njezina predsjednica. Od 2001. do 2003. bila je i član uprave Međunarodnog udruženja tužitelja (IAP)

## Politika
Još u vrijeme dok je bila savezna tužiteljica u Beču stekla je veliki respekt svojih kolega godine rada donijele su joj čvrstinu i uljudnost, a bila je poznata po svom tvrdom stavu o najtežim zločinima. No ipak njeni kritičari često su isticali njenu blisku povezanost s Austrijskom Narodnom strankom posebno zato što su se svi njeni veliki pomaci u karijeri dogodili baš u vrijeme dok je ta stranka bila na vlasti. 2017. postaje predsjednica Ustavnog Suda Austrije opet baš u vrijeme vladavine Austrijske narodne stranke zbog čega je bila na udaru kritika da će biti pristrana u korist te stranke i prikrivati njihove eventualne afere što je ona čvrsto i odlučno odbacivala. Saveznom kancelarkom postaje upravo nakon pada vlade kancelara Sebastiana Kurza koji je istovremeno i predsjednik Austrijske narodne stranke što je u tamošnjoj javnosti zakuhalo priče kako je ona bila upravo Kurzov izbor za Kancelarku, a ne izbor austrijskog predsjednika. 2017. Ustavni sud je pod njenim vodstvom legalizirao istospolne brakove i dozvolio im usvajanje djece što je u tamošnjoj javnosti izazvalo većinsko zadovoljstvo.

## Kancelarka
30. svibnja 2019. godine Bierlein je izabrana za prvu ženu u povijesti Austrijske Republike za saveznu kancelarku. Predsjednik Austrije Alexander Van der Bellen zadužio ju je za formiranje i vođenje prijelazne vlade do formiranja nove stalne vlade nakon prijevremenih izbora zakazanih za jesen 2019. godine. Nakon što je zbog Ibiza afere Austrijski parlament 28. svibnja 2019. izglasao nepovjerenje vladi kancelara Sebastiana Kurza što je prvi uspješno realiziran opoziv vlade u povijesti Austrije. Bierlein je preuzela dužnost kancelarke 3. lipnja 2019. Nakon sto je njena vlada svečano prisegnula u uredu predsjednika Austrije. Isti dan podnijela je i ostavku na dužnost Predsjednice Ustavnog Suda.  

## Privatni Život
Bierlein nije udana i nema djece njen partner je Ernest Maurer umirovljeni sudac. Ima kolekciju skupocjenih umjetnina, iako za sebe tvrdi da nije kolekcionarka obožava umjetnost često obilazi kazališta, opere, muzeje. Ona uživa u jahanju i jedrenju.